# Chodków
Chodków is een plaats in het Poolse district  Kozienicki, woiwodschap Mazovië. De plaats maakt deel uit van de gemeente Głowaczów en telt 70 inwoners.

## Verkeer en vervoer
- Station Chodków